# Мэйлань (станция)
Мэйлань (кит. 美兰站) — железнодорожная станция высокоскоростной железной дороги восточного кольца Хайнаня. Она соединена с международным аэропортом Мэйлань, который является главным аэропортом острова Хайнань и одним из самых загруженных аэропортов в Китае. Следовательно, путешественники обычно приземляются в международном аэропорту Хайкоу Мэйлань, а затем добираются до своего конечного пункта назначения на острове Хайнань по железной дороге.
Строительство станции началось 30 декабря 2010 года, а через 5 лет станция была открыта.

## Достопримечательности вокруг станции
- ✈ Международный аэропорт Хайкоу Мэйлань

## Галерея

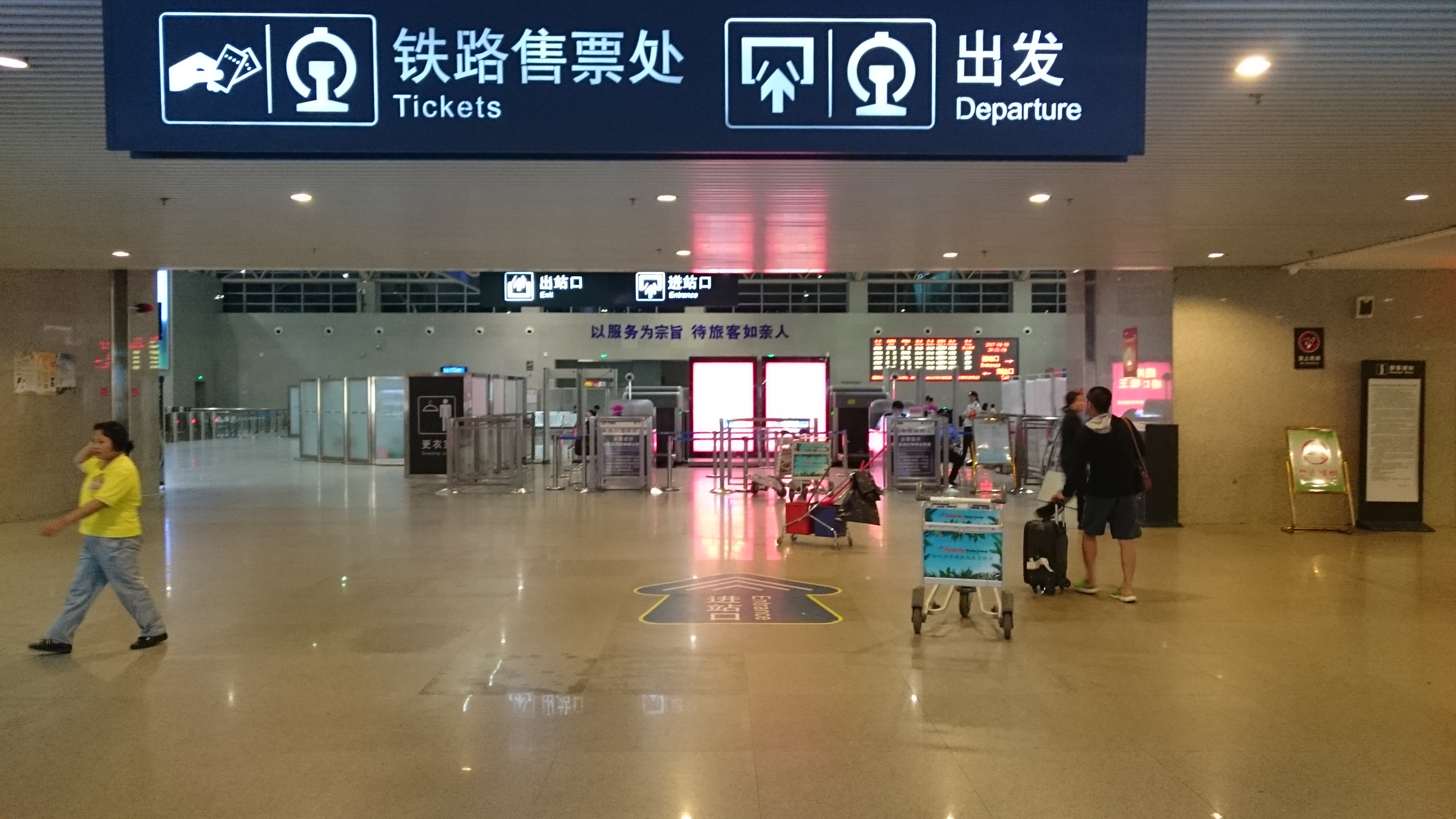
Вход на станцию
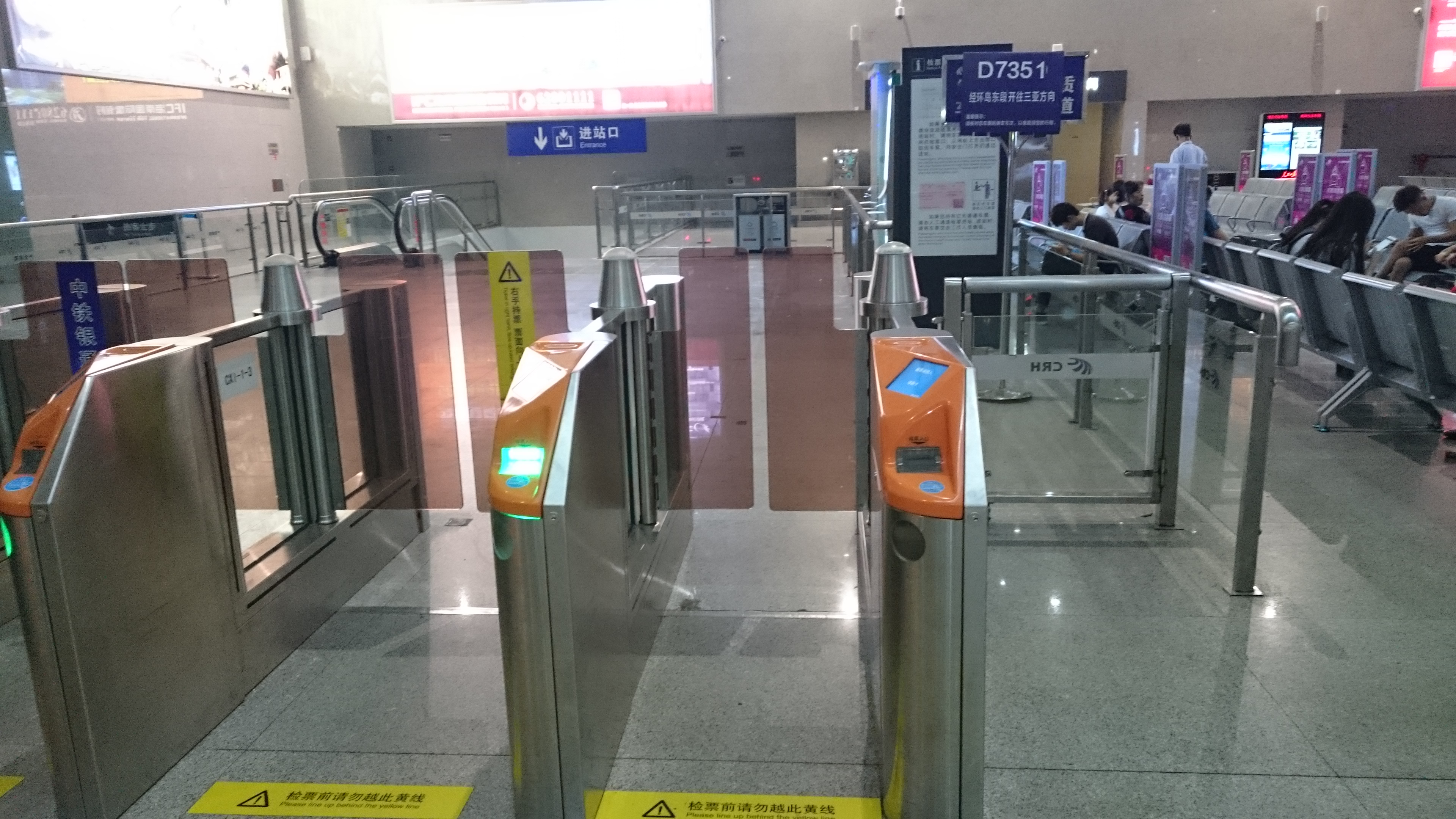
Турникеты
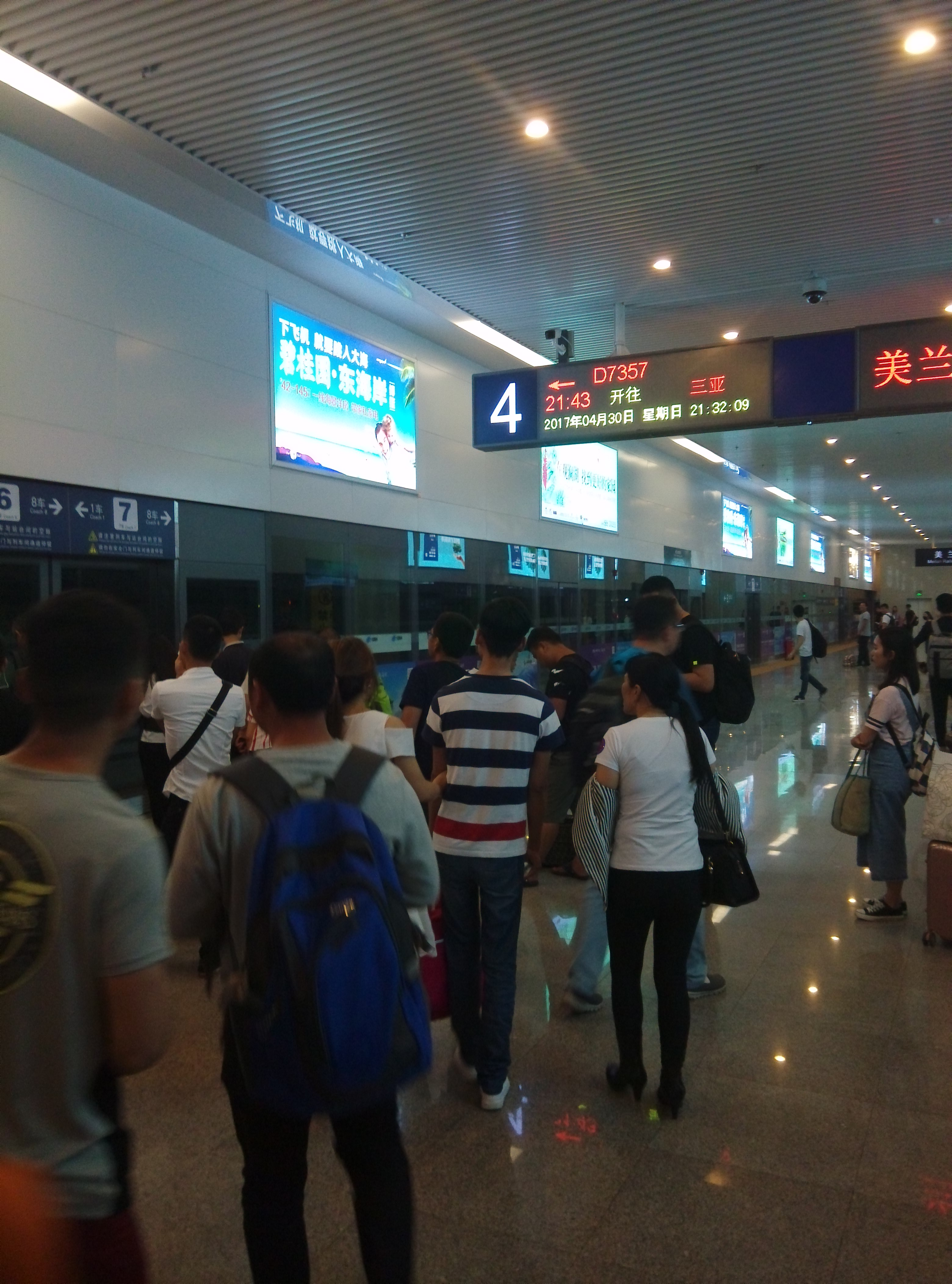
Дверь платформы